# 兹德涅克·尼耶德利

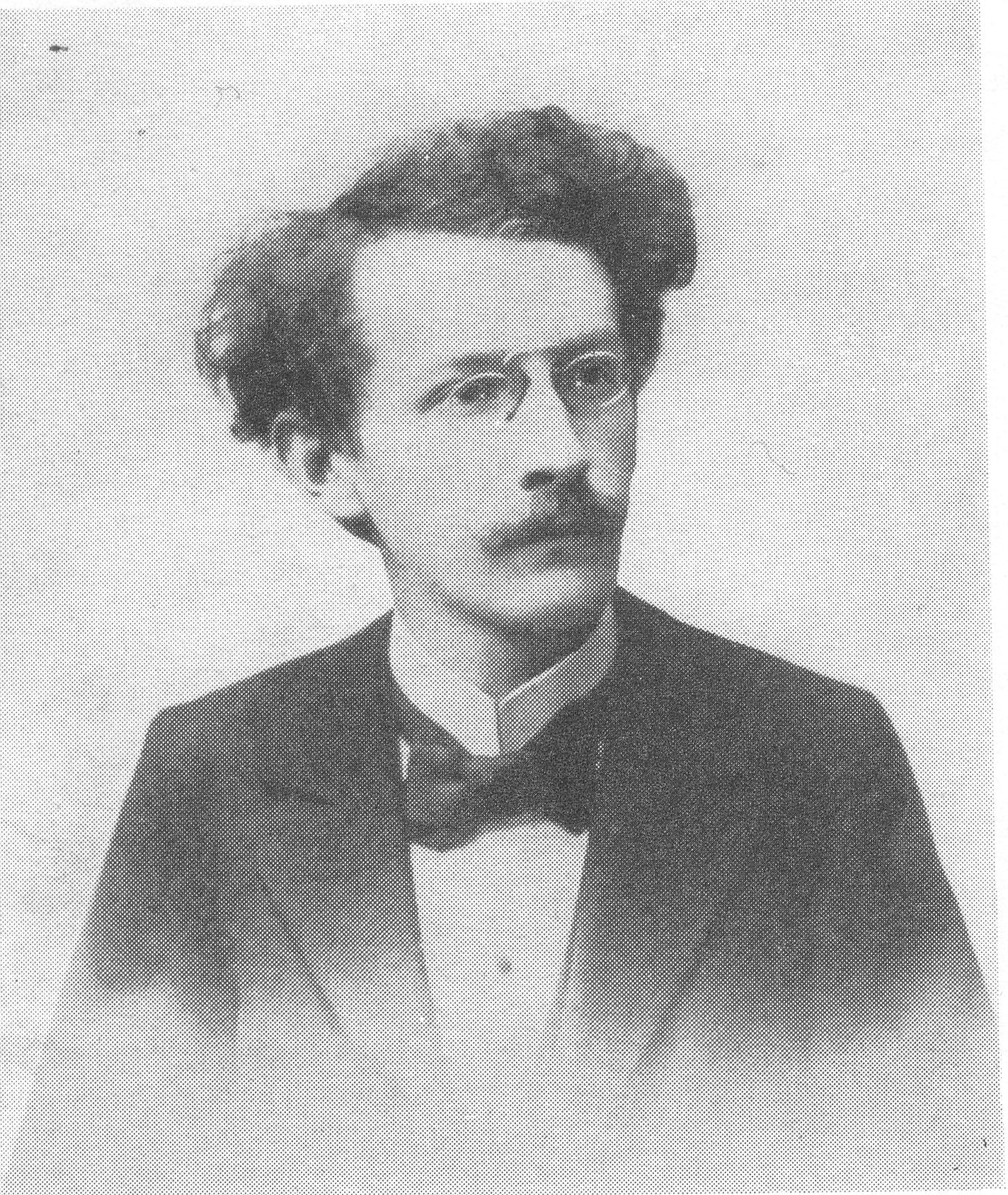
1905年

兹德涅克·尼耶德利（捷克語：Zdeněk Nejedlý，1878年—1962年），男，捷克人，捷克斯洛伐克共和国政治人物，历史学家，音乐学家，文艺批评家，捷克斯洛伐克共产党党员。

## 生平
1878年生于利托米什爾。毕业于布拉格查理大学。1899年至1909年在布拉格博物馆工作。1909年开始在母校担任音乐史教授，1922年创办进步杂志《沸腾》。同时也是捷克斯洛伐克共产党的首批成员。
第二次世界大战期间流亡苏联。回国后即当选国民议会议员，同时担任捷苏友好协会主席。1945年4月4日至1946年7月2日在兹德涅克·费林格政府中担任文化与教育部长。1946年7月2日至1948年2月25日在克莱门特·哥特瓦尔德政府担任劳动和社会福利部长。1948年2月25日至1953年1月31日担任文化与教育部长。1953年1月31日至9月14日担任副总理。1952年开始担任捷克斯洛伐克科学院首任院长。
1962年3月9日去世。

## 作品
尼耶德利深受父亲的影响，20岁开始从事文艺批评和音乐史的研究，对捷克民族文化遗产作了深入的发掘和探索。
著有文学评论《论真实的和不真实的现实主义》（1948年），主要阐述了捷克文学中的社会主义现实主义。他著有许多关于音乐、戏剧、美学等方面的评论，其中尤以论述作曲家斯美塔纳和历史小说家伊拉塞克的多卷集专论最着名。其他音乐史和历史学方面的著作有：《胡斯运动前及胡斯运动时期歌曲史》(1904～1913)、《音乐通史》(1916～1930)、《捷克民族史》等。

## 荣誉
曾获克莱门特·哥特瓦尔德勋章、共和国勋章、苏联的列宁勋章、保加利亚的格奥尔基·季米特洛夫勋章多枚。

## 家庭
他的父亲为作曲家。他和妻子玛丽育有两个孩子：女儿兹登卡和儿子维特。维特·尼耶德利后来成为捷克斯洛伐克军队文艺工作团创始人。